# Виолетт, Том
Том Виоле́тт (англ. Tom Violette; род. 26 октября 1960, Чизолм, Миннесота) — американский кёрлингист и тренер по кёрлингу.
В составе мужской сборной США участник двух чемпионатов мира (лучший результат — бронзовые призёры в 1992). Двукратный чемпион США среди мужчин. Чемпион США среди смешанных команд. В составе мужской сборной ветеранов США чемпион мира (2015). Чемпион США среди ветеранов-мужчин.
В основном играл на позициях первого и третьего.

## Достижения
- Чемпионат мира по кёрлингу среди мужчин: бронза (1992).
- Чемпионат США по кёрлингу среди мужчин: золото (1990, 1992).
- Чемпионат США по кёрлингу среди смешанных команд: золото (2006).
- Чемпионат мира по кёрлингу среди ветеранов: золото (2015).
- Чемпионат США по кёрлингу среди ветеранов: золото (2015).

## Команды
| Сезон                          | Четвёртый      | Третий          | Второй          | Первый          | Запасной Тренер                   | Турниры                        |
| ------------------------------ | -------------- | --------------- | --------------- | --------------- | --------------------------------- | ------------------------------ |
| 1989—90                        | Бард Нордлунд  | Даг Джонс       | Мерфи Томлинсон | Том Виолетт     |                                   | ЧСШАМ 1990 · ЧМ 1990 (7 место) |
| 1991—92                        | Даг Джонс      | Джейсон Ларуэй  | Джоэл Ларуэй    | Том Виолетт     |                                   | ЧСШАМ 1992 · ЧМ 1992           |
| 1994—95                        | Даг Джонс      | Murray Beighton | Кен Траск       | Том Виолетт     |                                   |                                |
| 1998—99                        | Джейсон Ларуэй | Трэвис Уэй      | Джоэл Ларуэй    | Том Виолетт     |                                   |                                |
| 1999—00                        | Том Виолетт    | Кёрт Фиш        | Бард Нордлунд   | Мерфи Томлинсон | Даг Джонс                         | ЧСШАМ 2000 (??? место)         |
| 2003—04                        | Wes Johnson    | Leon Romaniuk   | Колин Хафман    | Ryan Beighton   | Том Виолетт                       | ЧСШАМ 2004 (13 место)          |
| 2011—12                        | Том Виолетт    | Leon Romaniuk   | Paul Lyttle     | Steve Lundeen   |                                   |                                |
| 2014—15                        | Lyle Sieg      | Том Виолетт     | Кен Траск       | Steve Lundeen   | Duane Rutan тренер: Greg Violette | ЧСШАВ 2015 · ЧМВ 2015          |
| 2015—16                        | Lyle Sieg      | Том Виолетт     | Кен Траск       | Steve Lundeen   | Duane Rutan                       | ЧСШАВ 2016                     |
| 2016—17                        | Lyle Sieg      | Том Виолетт     | Кен Траск       | Steve Lundeen   | Duane Rutan                       | ЧСШАВ 2017                     |
| Кёрлинг среди смешанных команд |                |                 |                 |                 |                                   |                                |
| 2005—06                        | Брэйди Кларк   | Кристин Кларк   | Том Виолетт     | Бев Уолтер      |                                   | ЧСШАСК 2006                    |

(скипы выделены полужирным шрифтом)

## Результаты как тренера национальных сборных
| Год  | Турнир                                                                  | Сборная                                 | Место |
| ---- | ----------------------------------------------------------------------- | --------------------------------------- | ----- |
| 2016 | Зимние юношеские Олимпийские игры 2016                                  | США (смешанная команда)                 | 2     |
| 2016 | Зимние юношеские Олимпийские игры 2016 Giovanna Barros / Ben Richardson | Бразилия / США · (смешанная пара)       | 9     |
| 2016 | Зимние юношеские Олимпийские игры 2016 Cora Farrell / Бен Смит          | США / Новая Зеландия · (смешанная пара) | 17    |
| 2024 | Панконтинентальный чемпионат по кёрлингу 2024                           | Тайвань (мужчины)                       | 8     |

## Частная жизнь
Начал заниматься кёрлингом в 1974 в возрасте 14 лет.
Его сын Люк Виолетт (англ. Luc Violette) тоже кёрлингист, играл за юниорскую мужскую команду США на четырёх юниорских чемпионатах мира и на Зимней Универсиаде 2019, а на взрослом уровне играет в чемпионатах США среди мужчин.